# Museo

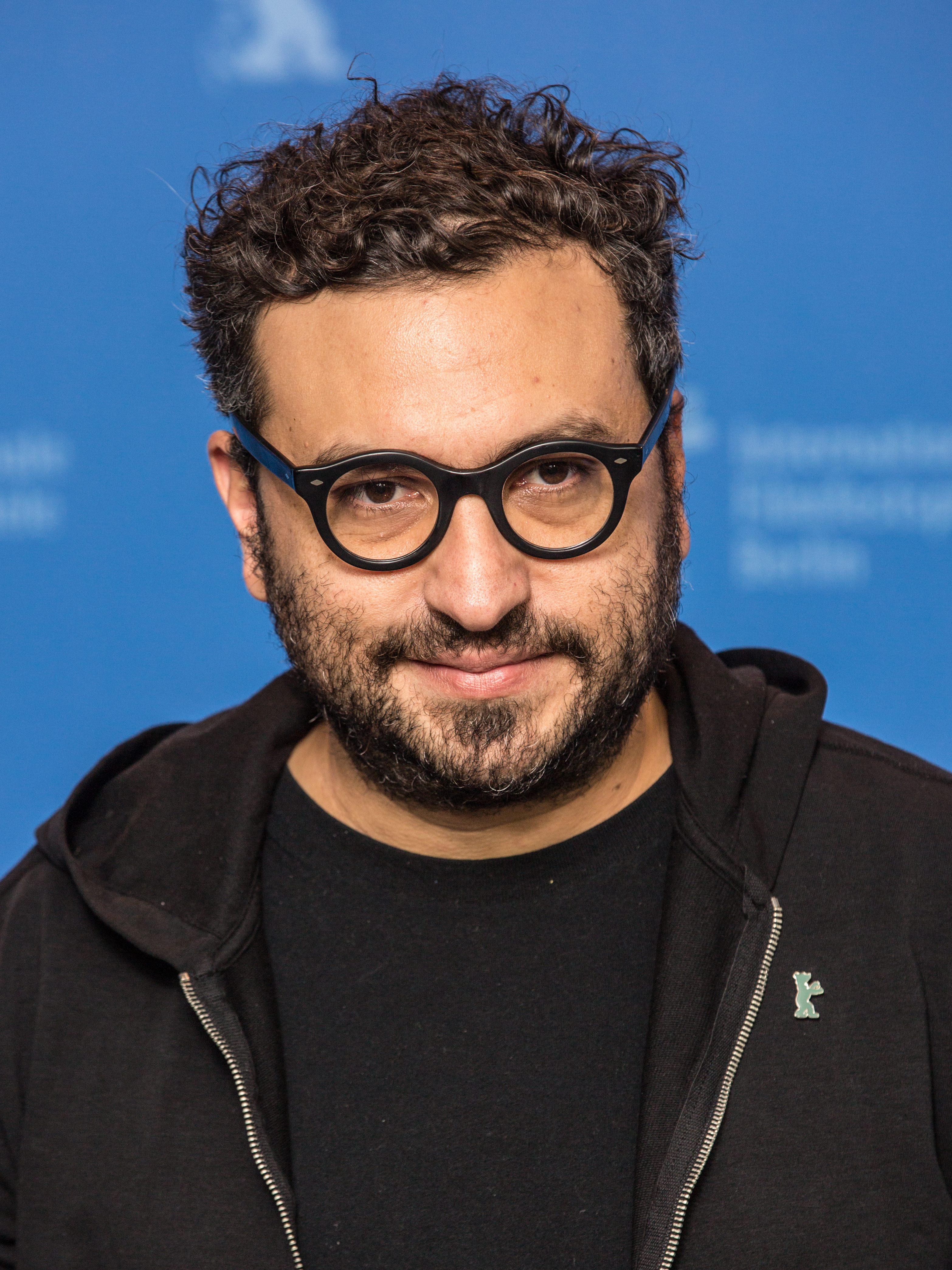
監督のアロンソ・ルイスパラシオス

『Museo』は、2018年のメキシコ映画（ドラマ映画）。監督はアロンソ・ルイスパラシオス。

## 概要
アロンソ・ルイスパラシオスは2014年に長編デビュー作『グエロス』を製作し、第64回ベルリン国際映画祭のパノラマ部門では初監督作品賞を受賞した。今作『Museo』にはガエル・ガルシア・ベルナルが出演している。2018年には第68回ベルリン国際映画祭のコンペ部門に出品されると、ルイスパラシオスとマヌエル・アルカラが共同で銀熊賞 (脚本賞)を受賞した。

## キャスト
- フアン・ヌニェス : ガエル・ガルシア・ベルナル
- ベンジャミン・ウィルソン : レオナルド・オルティスグリス
- フランク・グレイヴス : サイモン・ラッセル・ビール
- ヘンマ : リン・ギルマーティン
- シェレサーダ : レティシア・ブレディセ（英語版）

## 受賞とノミネート
第68回ベルリン国際映画祭
| 部門            | 対象                                          | 結果       |
| --------------- | --------------------------------------------- | ---------- |
| 金熊賞 (作品賞) |                                               | ノミネート |
| 銀熊賞 (脚本賞) | アロンソ・ルイスパラシオス マヌエル・アルカラ | ノミネート |